# Бирказан
Бирказан (каз. Бірқазан) — село в Кызылординской области Казахстана. Находится в подчинении городской администрации Кызылорды. Входит в состав Белкольской поселковой администрации. Код КАТО — 431037200.
В селе есть железнодорожная станция. Рядом проходит автодорога М32.

## Население
В 1999 году население села составляло 336 человек (178 мужчин и 158 женщин). По данным переписи 2009 года, в селе проживало 215 человек (114 мужчин и 101 женщина).